# Rue de Jarente
Rue de Jarente är en gata i Quartier Saint-Gervais i Paris 4:e arrondissement. Rue de Jarente, som börjar vid Rue de Turenne 13 och slutar vid Rue de Sévigné 12, är uppkallad efter biskopen Louis de Jarente de Sénas d'Orgeval (1746–1810).

## Omgivningar
- Notre-Dame-des-Blancs-Manteaux
- Saint-Paul-Saint-Louis
- Place du Marché-Sainte-Catherine
- Jardin de l'Hôtel-Lamoignon – Mark-Ashton
- Jardin de l'Hôtel de Sully
- Hôtel de Chavigny

## Bilder
| - Notre-Dame-des-Blancs-Manteaux. - Saint-Paul-Saint-Louis. - Place du Marché-Sainte-Catherine med sina pappersmullbärsträd. |

| - Jardin de l'Hôtel-Lamoignon – Mark-Ashton. - Jardin de l'Hôtel de Sully. - Hôtel de Chavigny. |

## Kommunikationer
- Tunnelbana – linje  – Saint-Paul
- Busshållplats Saint-Paul – Paris bussnät, linjerna 69 76 96 N11 N16

### Webbkällor
- ”Rue de Jarente”. Mairie de Paris. http://www.v2asp.paris.fr/commun/v2asp/v2/nomenclature_voies/Voieactu/4745.nom.htm. Läst 26 april 2021.
- ”Rue de Jarente”. Les rues de Paris. https://www.parisrues.com/rues04/paris-04-rue-de-jarente.html. Läst 26 april 2021.